# Bălești (Gorj)
Bălești es una comuna ubicada en el distrito de Gorj, Rumania.

## Superficie
Cuenta con una superficie de 78,86 kilómetros cuadrados.

## Demografía
Hasta 2021 la población era de 7309 habitantes, con una densidad de población de 92,68 habitantes por kilómetro cuadrado.